# Синдърела
„Синдърела“ (на английски: Cinderella) е хевиметъл група от Филаделфия, щата Пенсилвания, САЩ.
Групата се появява в средата на 1980-те години с поредица от мултиплатинени албуми и видеохитове, получили дълготрайно въртене по „Ем Ти Ви“. Известна е като глем метъл група, която придобива постепенно хардрок и блус рок звучене. До средата на 90-те години популярността на групата намалява силно поради лични неуспехи и обществени промени в музикалните вкусове. Въпреки това след период на почивка групата се събира отново и все още е активна.

## Турнета
- Night Songs World Tour
- Long Cold Winter World Tour
- The Big Joint Tour (с Бон Джоуви и Скид Роу)
- Unfinished Business Tour
- 2000 Summer Tour
- 2002 Summer Tour
- Rock Never Stops Tour 2005
- 20 Years Of Rock Tour 2006 (с Пойзън)
- 2010 Summer Tour

## Членове на групата

### Настоящи членове
- Том Кийфър – основни вокали, ритъм китара, акустична китара, клавиши, пиано, мандолина, саксофон, хармоника (1983–)
- Джеф ЛаБар – основни и ритъм китари, акустична китара, задни вокали (1985–)
- Ерик Бритингам – бас, задни вокали (1983–)
- Фред Къри – барабани, ударни, задни вокали (1986 – 1991, 1996–)
- Гари Кърбът – клавиши, задни вокали на живо (2005–)

### Бивши членове
- Майкъл Смит – основни и ритъм китари, задни вокали (1983 – 1985)
- Тони Дестра – барабани, ударни (1983 – 1985)
- Джим Дрънк – барабани, ударни (1985 – 1986)
- Джоди Кортез – барабани, ударни студио (1986)
- Кевин Валентин – барабани, ударни (1991 – 1993)
- Кени Ароноф – барабани, ударни студио (1994)
- Рик Крънти – клавиши, пиано, орган, синтезатор, задни вокали на живо/студио (1986 – 1995)
- Рей Бринкер – барабани, ударни на живо (1994 – 1995)
- Джон Роджърс – барабани, ударни на живо (2009 – 2010)
- Гари Нът – бас touring (1989, 2000)

## Дискография
Студийни албуми
- Night Songs (1986)
- Long Cold Winter (1988)
- Heartbreak Station (1990)
- Still Climbing (1994)